# Graeme McDowell
Graeme McDowell, MBE (* 30. Juli 1979 in Portrush, Nordirland) ist ein Profigolfer, der sowohl auf der European Tour als auch auf der US-amerikanischen PGA Tour spielt.

## Werdegang
Wie viele der jüngeren britischen Golfergarde besuchte McDowell eine US-amerikanische Universität, die University of Alabama at Birmingham von 1998 bis 2002. Er erreichte 2001 und 2002 den ersten Rang unter den College-Golfern, verbesserte dabei bestehende Rekorde von Luke Donald und Tiger Woods, und war 2001 Mitglied des siegreichen Teams von Großbritannien und Irland im Walker Cup.
Im Jahr 2002 wurde McDowell Berufsgolfer und gewann schon bei seinem vierten Start auf der European Tour sein erstes Turnier, die stark besetzten Volvo Scandinavian Masters. 2004 siegte er bei den
Telecom Italia Open und beendete die Saison auf Platz sechs der European Tour Order of Merit.
Ab 2005 bestritt McDowell auch Turniere auf der nordamerikanischen PGA Tour, für die er aufgrund seiner zeitweiligen Platzierung in den Top 50 der Golfweltrangliste genügend Einladungen bekam. Er erspielte sich jedoch so viel Preisgeld, dass er für die Saison 2006 die volle Teilnahmeberechtigung erlangte. Allerdings blieben vorerst weitere Erfolge aus und McDowell wandte sich ab der Saison 2007 auch wieder dem europäischen Turniergeschehen zu.
Graeme McDowell war Mitglied des siegreichen GB & Irland Teams bei der Seve Trophy 2005 und gewann mit der europäischen Mannschaft 2006 die Royal Trophy gegen die besten Golfer Asiens. 2008 spielte er erstmals in der europäischen Ryder-Cup-Mannschaft.
Im Juni 2010 errang er mit einem Sieg bei den US Open seinen ersten Major-Titel. Im Oktober 2010 sicherte er den Sieg des europäischen Teams im Ryder Cup 2010.
2024 wurde McDowell für ein Turnier gesperrt und mit einer Geldstrafe in Höhe von 125.000 US-Dollar belegt, weil er einen positiven Dopingtest hatte, nachdem er ein rezeptfreies abschwellendes Medikament verwendet hatte, das die verbotene Substanz R-Methamphetamin enthielt.

## Siege auf der PGA Tour (4)
- 2010: US Open
- 2013: RBC Heritage
- 2015: OHL Classic at Mayakoba
- 2019: Corales Puntacana Resort and Club Championship

Major Championship ist fett gedruckt.

## Siege auf der European Tour (11)
- 2002: Volvo Scandinavian Masters
- 2004: Telecom Italia Open
- 2008: Ballantine’s Championship
- 2008: Scottish Open
- 2010: Celtic Manor Wales Open
- 2010: Andalucia Valderrama Masters
- 2013: Volvo World Match Play Championship, Open de France
- 2014: Open de France
- 2020  Saudi International

## Siege bei anderen Turnieren (2)
- 2010: Chevron World Challenge (inoffizielles Event der PGA Tour)
- 2012: World Challenge

## Resultate bei Major Championships
| Turnier               | 2004 | 2005 | 2006 | 2007 | 2008 | 2009 | 2010 | 2011 | 2012 | 2013 | 2014 | 2015 | 2016 | 2017 | 2018 |
| --------------------- | ---- | ---- | ---- | ---- | ---- | ---- | ---- | ---- | ---- | ---- | ---- | ---- | ---- | ---- | ---- |
| The Masters           | DNP  | CUT  | DNP  | DNP  | DNP  | T17  | CUT  | CUT  | T12  | CUT  | CUT  | T52  | CUT  | DNP  | DNP  |
| US Open               | DNP  | T80  | T48  | T30  | DNP  | T18  | 1    | T14  | T2   | CUT  | T28  | CUT  | T18  | DNP  | CUT  |
| The Open Championship | CUT  | T11  | T61  | CUT  | T19  | T34  | T23  | CUT  | T5   | T58  | T9   | T49  | T63  | DNP  | DNP  |
| PGA Championship      | CUT  | CUT  | T37  | DNP  | T15  | T10  | CUT  | CUT  | T11  | T12  | T47  | CUT  | CUT  | CUT  | DNP  |

| Turnier               | 2019 | 2020 |
| --------------------- | ---- | ---- |
| The Masters           | DNP  | CUT  |
| PGA Championship      | T29  | CUT  |
| US Open               | T16  | CUT  |
| The Open Championship | T57  | KT   |

LA= Bester Amateur

DNP = nicht teilgenommen (engl. did not play)

WD = aufgegeben (engl. withdrawn)

DQ = disqualifiziert

CUT = Cut nicht geschafft

„T“ geteilte Platzierung (engl. tie)

KT = Kein Turnier (wegen Covid-19)

Grüner Hintergrund für Siege

Gelber Hintergrund für Top 10

## Teilnahme an Teamwettbewerben

### Als Amateur
- Walker Cup (für Großbritannien & Irland): 2001 (Sieger)
- Palmer Cup (für Großbritannien & Irland): 2000 (Sieger), 2001

### Als Profi
- Seve Trophy (für Großbritannien & Irland): 2005 (Sieger), 2009 (Sieger)
- Royal Trophy (für Europa): 2006 (Sieger)
- Ryder Cup (für Europa): 2008, 2010 (Sieger), 2012 (Sieger), 2014 (Sieger)
- World Cup (für Irland): 2008, 2009, 2011, 2013, 2016
- EurAsia Cup (für Europa): 2014 (remis)